# Alajärvi

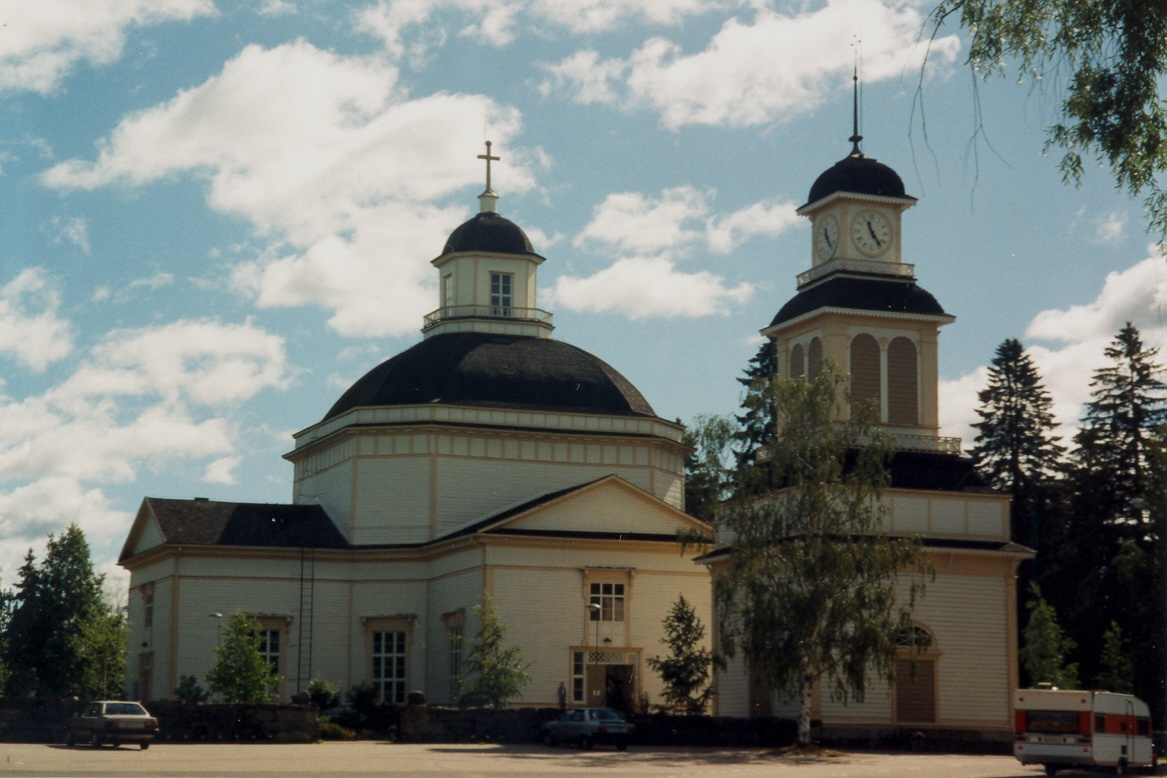
Iglesia

Alajärvi es una ciudad finlandesa, situada en la provincia de Finlandia Occidental, en la región de Ostrobotnia del Sur (63°00′00″N 23°49′00″E / 63.00000, 23.81667).
Tiene una población de 10 351 habitantes, en su mayoría de habla finlandesa, y un área de 1 056,75 km² (47.99 km² agua).
Las principales actividades económicas se basan en la industria textil, maquinarias, metalurgia (aluminio), etc.
La localidad fue fundada en 1869 pero consiguió el reconocimiento oficial como ciudad en 1986. 
El 1 de enero de 2009 el municipio de Lehtimäki fue anexado al de Alajärvi.
El conocido arquitecto Alvar Aalto hizo su primer diseño en Alajärvi, en 1918. Continuó ligado durante toda su vida a la ciudad y en 1966 proyectó el nuevo edificio del ayuntamiento.
Es también el lugar de nacimiento del pintor Eero Nelimarkka.